# Филин, Иван Ильич
Ива́н Ильи́ч Фи́лин (10 марта 1926, деревня Александровка, Карачаевский (ныне Кимовский) район, Тульская губерния, СССР — 12 января 2000) — советский легкоатлет.
Заслуженный мастер спорта СССР (1954). Выступал за Сталиногорск (ныне Новомосковск) — спортивное общество «Шахтёр».

## Биография
Во время Великой Отечественной войны был призван в армию 9 ноября 1943 года, в действующей армии — с 15 мая 1944 года; стрелок автоматной роты. До начала спортивной карьеры работал шахтёром.
На чемпионате Европы 1954 года незадолго до финиша оторвался от преследователей — Вейкко Карвонена и Бориса Гришаева — почти на 70 метров и первым вбежал на стадион. Но судьи не успели натянуть канат, размечающий трассу, и Филин повернул не направо, а налево; когда судьи его остановили, Карвонен и Гришаев уже приближались к финишу. В итоге Филин остался третьим; по решению специального жюри он был награждён не бронзовой медалью, а золотой.
В 1957 году Филин выиграл Кошицкий марафон (2:23.57), а на чемпионате Европы 1958 года проиграл только Сергею Попову.
По завершении карьеры работал тренером в Ленинграде.
Умер 12 января 2000 года. Похоронен в посёлке Ульяновка Тосненского района Ленинградской области.

## Спортивные достижения
|       | Марафон   | Марафон |
| Место | Результат |         |
| ----- | --------- | ------- |
| 1956  | 7-е место | 2:30.27 |

|       | Марафон   | Марафон |
| Место | Результат |         |
| ----- | --------- | ------- |
| 1954  | 3-е место | 2:25.26 |
| 1958  | 2-е место | 2:20.50 |

|       | Марафон   | Марафон           |
| Место | Результат |                   |
| ----- | --------- | ----------------- |
| 1955  | чемпион   | 2.23.10 — ВД СССР |
| 1956  | чемпион   | 2.20.05 — ВД СССР |
| 1957  | 2-е место | 2.21.39           |
| 1958  | 2-е место | 2:21.16           |

Высшие достижения СССР
```
марафон       2:23.10               10.07.1955   
Москва
, чемпионат СССР
              2:20.05               12.08.1956   
Москва
, чемпионат СССР
```

## Награды
- Орден «Знак Почёта» (27.04.1957) — «за успехи, достигнутые в деле развития массового физкультурного движения в стране, повышения мастерства советских спортсменов, и успешное выступление на международных соревнованиях»
- Медаль «За отвагу» (21 апреля 1945) — «за бдительное несение караульной службы при наблюдательном пункте командира полка»[2]